# Fort de Nogent
Le fort de Nogent ou fort de Nogent-sur-Marne est un fort français faisant partie des fortifications de Paris.
Malgré son nom, et selon la pratique voulant qu’un fort soit baptisé du nom de la ville qu’il défend, le fort de Nogent est situé à Fontenay-sous-Bois (Val-de-Marne) et non à Nogent-sur-Marne.
Il héberge aujourd’hui le groupement du recrutement de la Légion étrangère (GRLE).

## Construction
Le fort de Nogent fait partie des seize forts construits pour protéger Paris, conformément aux instructions en 1840 d’Adolphe Thiers, chef du gouvernement du roi Louis-Philippe Ier. Il est construit de 1841 à 1848 sous les directives de Guillaume Dode de la Brunerie.
Il est délimité par un rempart bastionné de 200 m de côté, d'inspiration « Vauban ». L'entrée principale se fait par le boulevard du 25-août-1944. Une autre entrée existe sur le boulevard de Strasbourg.

## Siège de 1870

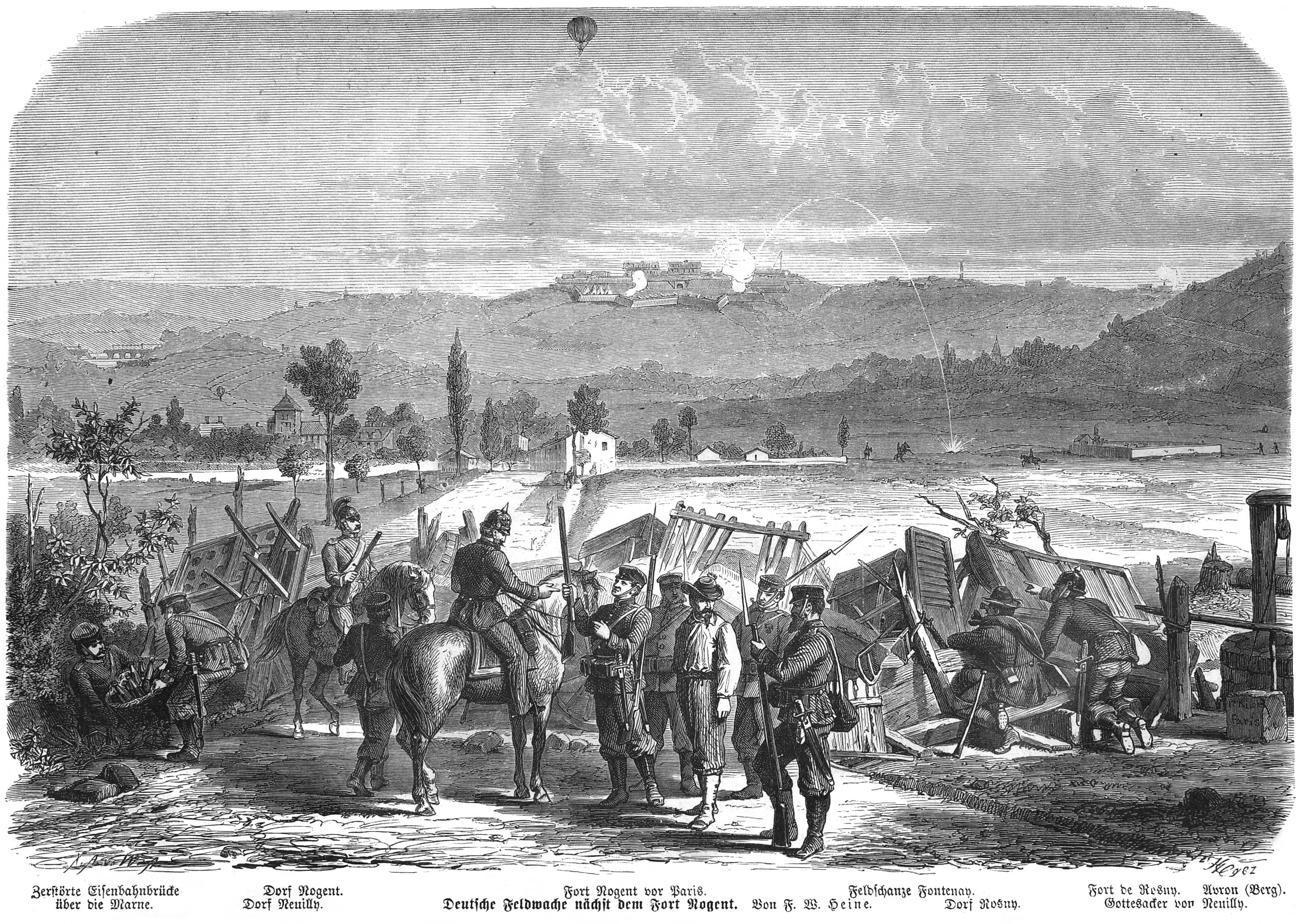
Bombardement par les Prussiens du fort de Nogent en 1871.

Lors du siège de Paris de 1870, il est commandé par le commandant Pistoulet (retraité), l’artillerie est commandée par le chef d’escadron David, le génie est commandé par le chef de bataillon Revin et le service de santé par le médecin major de la marine Aude (en date du 20 septembre 1870).
L’infanterie est composée des 31e, 61e et 77e compagnies de ligne (590 hommes et huit officiers), du 11e bataillon et de deux compagnies du 13e bataillon des mobiles de la Seine (1 114 hommes et 30 officiers). Tous ces mobiles sont dirigés sur Saint-Denis le 22 septembre.
L’artillerie est composée de la 2e batterie bis du 4e régiment (205 hommes et deux officiers), le génie de 40 hommes et deux officiers et l'administration du Service des subsistances (18 hommes) et du Service de santé (trois infirmiers et trois médecins).
L’armement est de 6 canons rayés de 24 avec 2 400 obus, 4 canons de 12P avec 3 667 obus, 8 de 12S avec 5 300 obus, 5 de 4C avec 1 000 obus, 14 canons lisses de 16 avec 10 600 obus, 8 canons obusiers de 12 avec 2 900 obus, 6 obusiers de 16 avec 3 265 obus, 3 obusiers de 22 avec 1 285 obus, 6 mortiers de 15 avec 2 100 obus, 4 mortiers de 22 avec 1 400 obus et 2 mortiers de 27 avec 700 obus. 565 000 cartouches modèle 1866 et 285 200 cartouches modèle 1863.
En novembre, des tentatives de percée des lignes ennemies partent du fort. Mais les troupes françaises ne réussissent pas à rompre l'encerclement à Champigny-sur-Marne, Villiers-sur-Marne et Bry-sur-Marne. En décembre, les canons prussiens bombardent le fort. Conçu selon les traditions de Vauban, le fort est mal équipé pour résister à un déluge d'obus de marine ; les casernes deviennent vite intenables. Cependant le fort ne tombe pas. Il est livré aux Prussiens lors de la reddition du 26 janvier 1871.

## Combats de 1944
Le 23, 24 et 25 août 1944, de violents combats opposent les soldats de la Feldgendarmerie installés dans le fort aux membres des organisations de résistance. Les occupants sont chassés, mais 30 Fontenaysiens sont tués lors de ce combat contre les Allemands, dont le dernier geste est de bombarder la gare de marchandises.

## Refuge en 1958
Pour quelques mois à partir du 15 octobre 1958, le fort abrite des Algériens recherchés par le FLN pour avoir choisi la France.

## Centre d’internement en 1961
À l’issue de la guerre d’Algérie, le fort devient un centre d’internement. En avril 1961, près de 200 officiers ayant participé à la tentative de putsch y sont mis aux « arrêts de forteresse » dans l’attente d’un procès ou d’une nouvelle affectation. Leur internement dure près de deux mois.

## Centre d'hébergement d'urgence de l’Armée du salut
De l'hiver 2006-2007 à l'hiver 2014 - 2015, le fort abrite un centre d'hébergement d'urgence de l’Armée du salut, ouvert de début décembre à fin mars,. En 2015, les 160 places d'hébergement sont remises à disposition de l'armée pour accueillir les soldats mobilisés par le plan Vigipirate.

## Usage actuel

### La Légion étrangère
En 1962, la Légion étrangère s’y installe pour implanter le détachement de Légion étrangère de Paris (DLEP) qui devient en 1989 la compagnie de transit de la Légion étrangère (CTLE).
Aujourd’hui, il abrite le groupement du recrutement de la Légion étrangère (GRLE).

## Galerie d'images

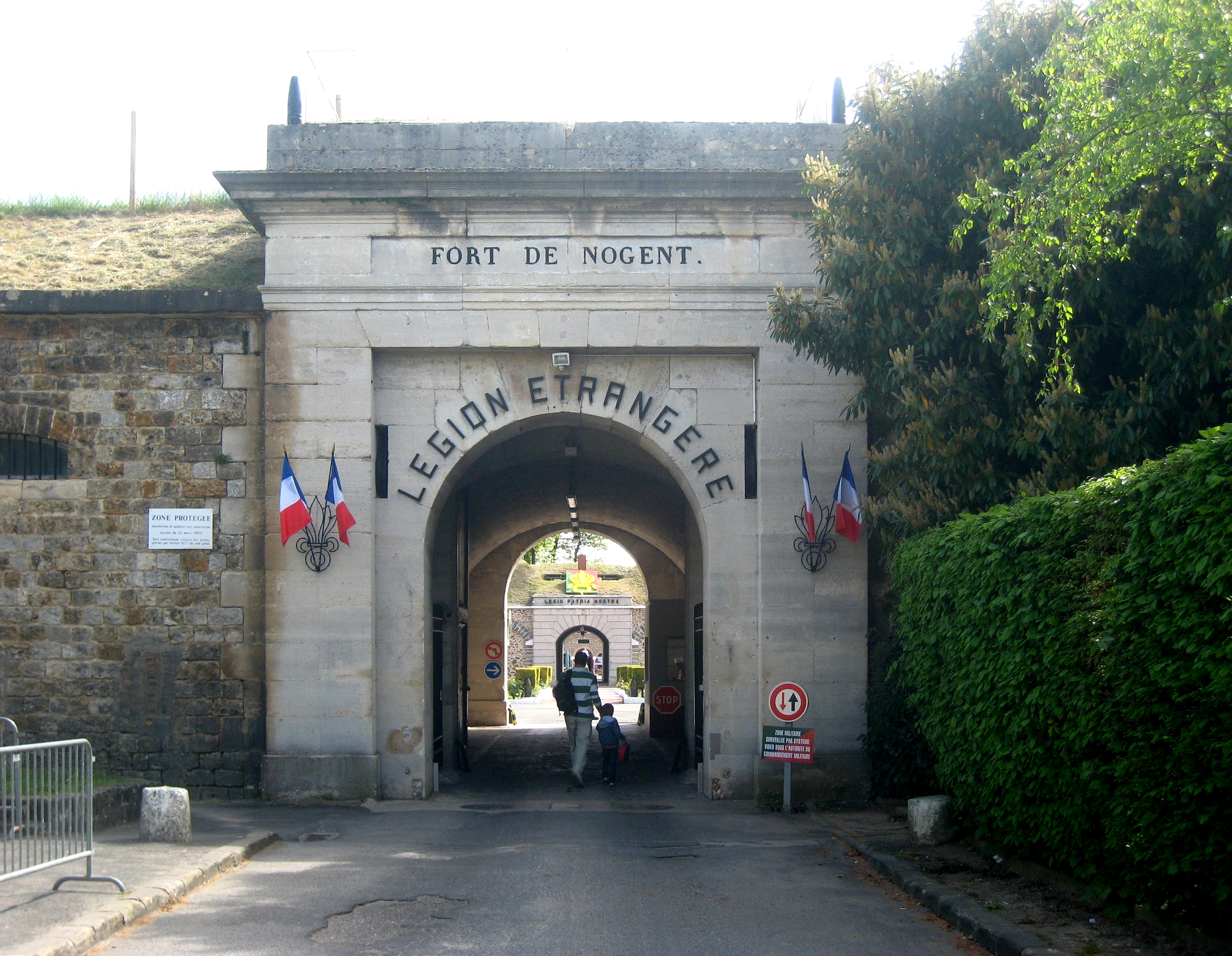
Entrée
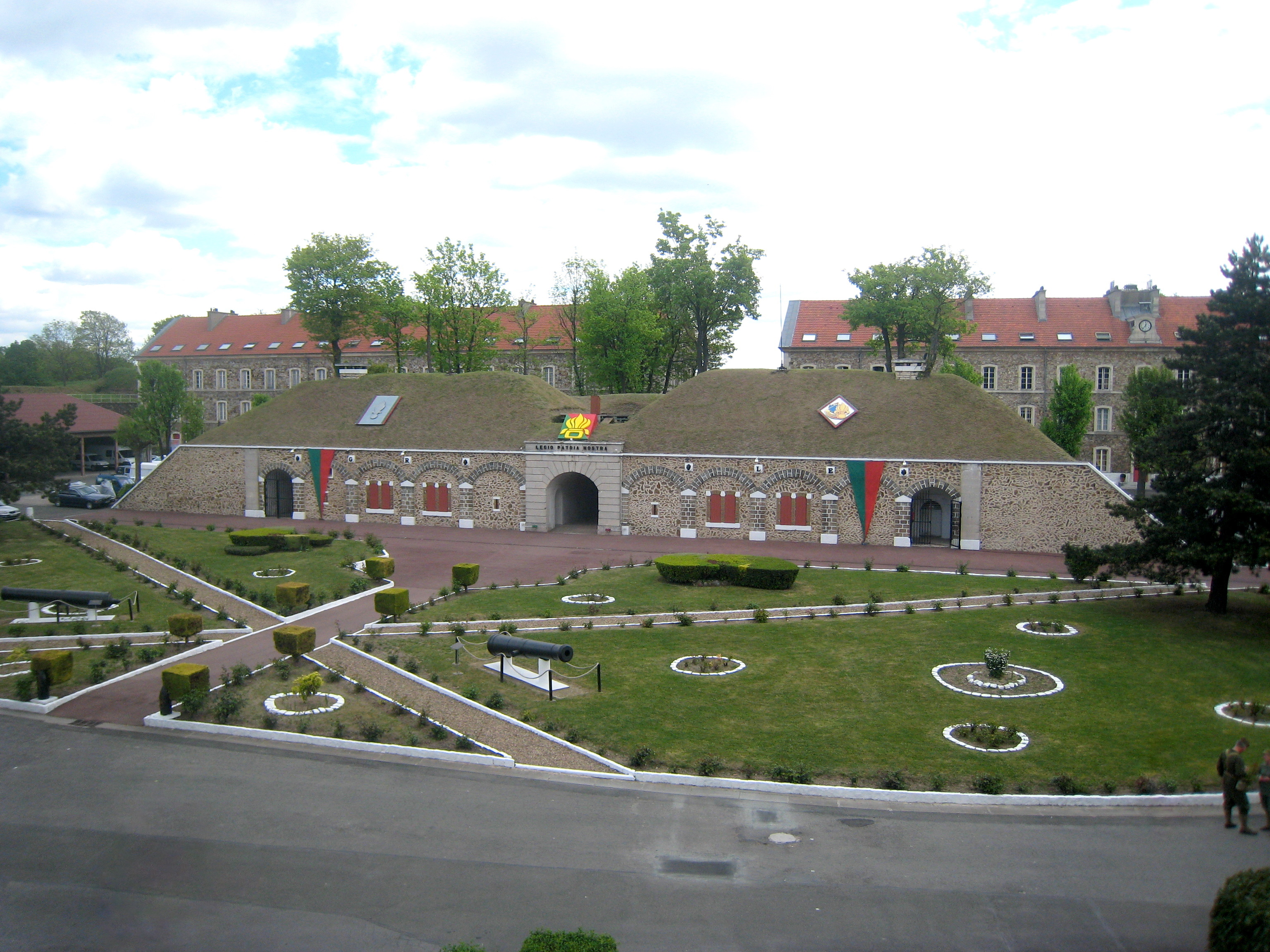
Cour d’honneur
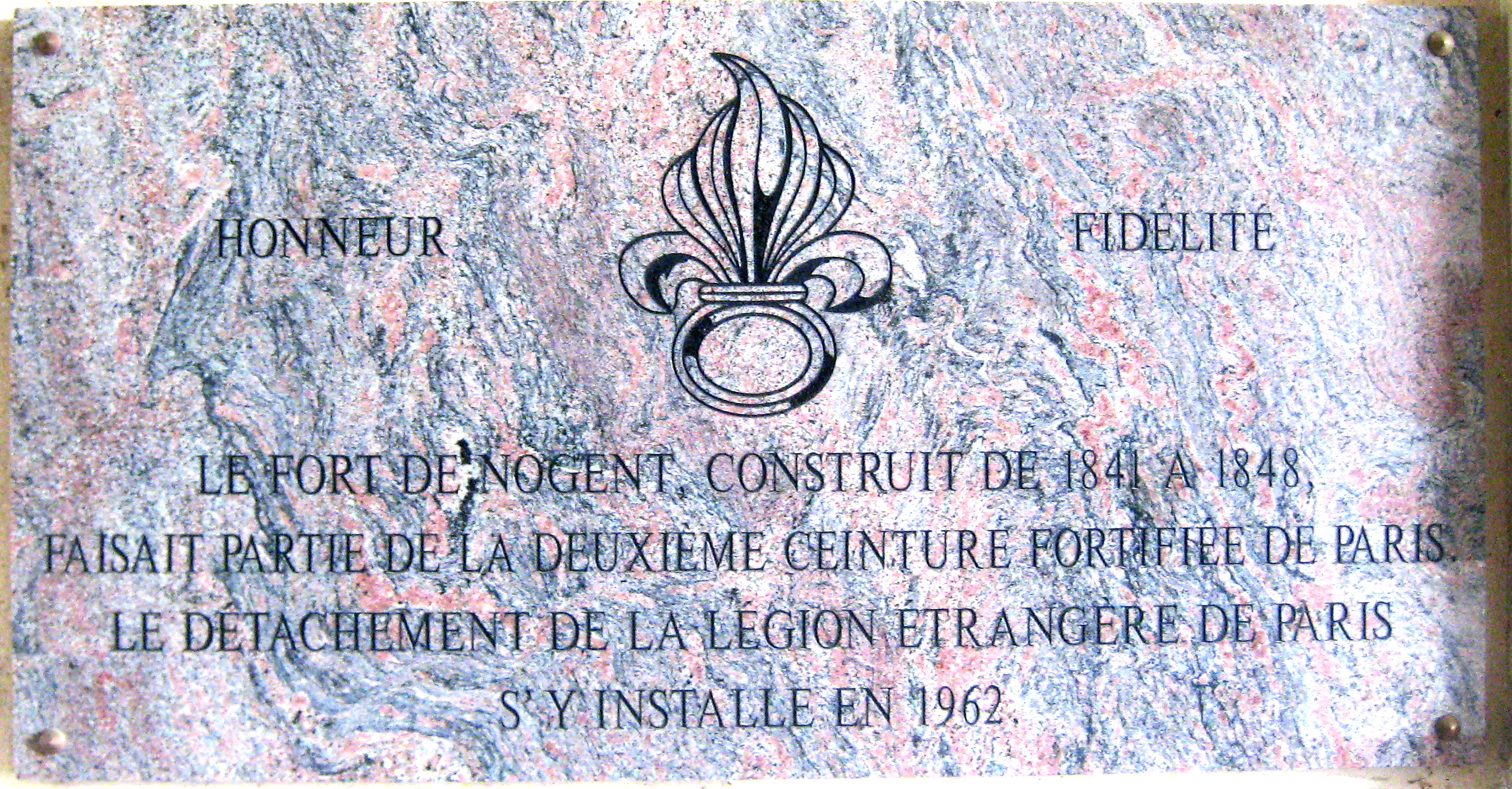
Plaque
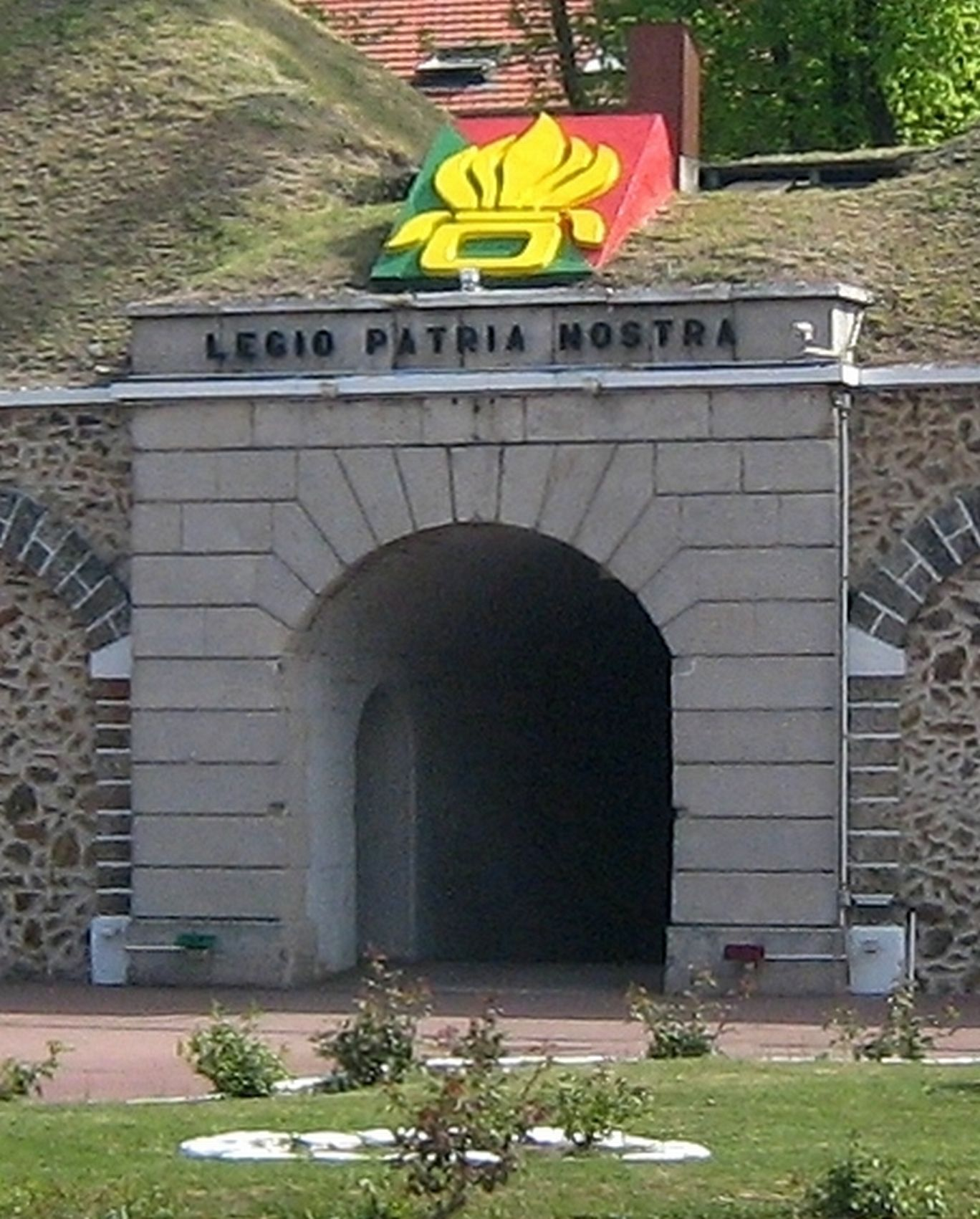
Devise de la Légion étrangère